# Нечас, Якуб
Якуб Нечас (чеш. Jakub Nečas; род. 26 января 1995, Прага) — чешский футболист, полузащитник клуба «Пршибрам».

## Клубная карьера
Нечас — воспитанник столичного клуба «Спарта». Летом 2014 года для получения игровой практики Якуб на правах аренды перешёл в «Пардубице». 2 августа в матче против «Селье и Белло» он дебютировал во Второй лиге Чехии. Летом 2015 года Нечас на вновь был отдан в аренду, его новым клубом стал «Селье и Белло». 1 августа в матче против «Динамо» из Ческе-Будеёвице он дебютировал за новую команду. 21 мая 2016 года в поединке против «Фридек-Мистек» Нечас сделал «дубль», забив свои первые голы за «Селье и Белло».
В начале 2017 года Якуб на правах аренды присоединился к «Младе-Болеслав». 19 февраля в матче против «Карвины» он дебютировал в Первой лиге. 27 февраля в поединке против «Теплице» Нечас забил свой первый гол за «Младу-Болеслав».

## Международная карьера
В 2017 году в составе молодёжной сборной Чехии Нечас принял участие в молодёжном чемпионата Европы в Польше. На турнире он был запасным и на поле не вышел.